# Exenterus simplex
Exenterus simplex là một loài tò vò trong họ Ichneumonidae.